# 김준교
김준교는 대한민국의 교육인이자 정치인이다.

## 출생
1982년 2월 16일 서울특별시 출생. 서울과학고등학교와 카이스트 산업공학과

## 경력
졸업 후 서울 대치동과 대전 반석동에서 수학 강사로 활동하며 ‘준교쌤 수학교실’이라는 학습 카페를 운영.  <수능 수학의 지름길> 등의 학습 서적을 출간

## 질병
학교 재학 중 섬유근육통증후군을 앓기 시작해 10여년 간 치료. 2005년 12월 육군에 입대하였지만 섬유근육통증후군으로 1년 3개월만에 의병제대하였다.

## 경력
- 2007년 17대 대선에서 무소속 이회창 후보의 사이버 보좌역을 맡았다.
- 2008년 제18대 국회의원 선거에 자유선진당 소속으로 '미래의 대통령'이라는 슬로건을 내세우며 광진구 갑에 출마하였지만 3위로 낙선하였다.
- 2011년 11월 SBS 리얼리티 쇼 <짝> 17기 모태솔로 특집에 남자 3호로 출연하였다.
- 2012년 제19대 국회의원 선거에서 대전 유성구에 자유선진당 예비 후보로 등록하였지만 민주통합당 공천에서 탈락하여 자유선진당으로 당적을 옮긴 송석찬 후보가 전략공천되면서 고배를 마셨다.
- 2013~2015년 대전 반석동과 둔산동에서 '준교쌤 수학교실' 학원을 운영하였다. 당시 교육열이 높은 학생들과 학부모들에게 주목을 받았으나 도심 외각 지역에 위치하여 끝내 큰 수익을 거두지 못했다.
- 2016~2018년 대치동으로 학원을 다시 이전하고 서울 최상위권 학생들을 가르치며 수많은 의대생을 배출해 단숨에 스타강사의 자리에 올랐다.
- 2019년 '문재인탄핵국민운동본부' 네이버카페와 '김준교 문탄라이브' 유튜브채널 운영을 시작하였다. 이후 수학강사를 그만두고 자유한국당 청년최고위원후보로 출마하였으나, 신보라 후보와의 근소한 격차로 낙선하였다.
- 2020년 코로나19 사태로 보수유튜버로 활동하다가 4.15 총선에서 미래통합당이 참패하자 '김준교 문탄라이브'에서 '김준교TV'로 유튜브채널 이름을 변경, 극심한 정치 스트레스로 정치활동 중단을 공식 선언하였다. 9월부터 다시 학원강사로 복귀하였다.

## 역대 선거 결과
| 실시년도 | 선거  | 대수 | 직책     | 선거구         | 정당       | 득표수   | 득표율         | 순위 | 당락 | 비고 |
| -------- | ----- | ---- | -------- | -------------- | ---------- | -------- | -------------- | ---- | ---- | ---- |
| 2008년   | 총선  | 18대 | 국회의원 | 서울 광진구 갑 | 자유선진당 | 4,425 표 | \| \| 7.15% \| | 3위  | 낙선 |      |
|          | 7.15% |      |          |                |            |          |                |      |      |      |